# Limande commune
Limanda limanda
Espèce
Répartition géographique
Statut de conservation UICN

 LC  : Préoccupation mineure
La limande commune (Limanda limanda) est une espèce de poissons marins de la famille des Pleuronectidae.